# Rally de Ferrol de 2018
El Rally de Ferrol de 2018 fue la 49.ª edición y la sexta ronda de la temporada 2018 del Campeonato de España de Rally. Se celebró del 21 de julio al 22 de julio y contó con un itinerario de nueve tramos que sumaban un total de 154,88 km cronometrados. Fue también la tercera ronda de la Peugeot Rally Cup Ibérica, de la Copa Dacia Sandero, de la European Clio R3T, la cuarta de la Copa Suzuki Swift y la quinta de la Copa Suzuki Swft Júnior.
La prueba estuvo marcada por la presencia de la lluvia que provocó algunos incidentes y problemas a los pilotos. Pepe López con un Citroën DS3 R5 logró su primera victoria absoluta en el campeonato de España tras vencer en el rally de Ferrol por delante de José Antonio Suárez e Iván Ares. López, que se quedó sin la primera marcha a partir del segundo tramo, se hizo con el primer scratch de la prueba liderando momentáneamente hasta que Miguel Ángel Fuster, que llegaba líder del certamen tras vencer en Ourense, le sustituía al frente de la carrera. Ares sería el más rápido en el tercer y cuarto tramo que terminaba el primer día como líder provisional. Fuster se vio obligado a abandonar en el séptimo tramo tras sufrir un golpe en una de las ruedas traseras, especial que además fue neutralizada más tarde por una salida de vía de Alberto Sansegundo. Cuando Ares veía ya de cerca la victoria un pinchazo en el tramo de Valdoviño le hizo caer a la tercera plaza y Pepe López ascendió al primer puesto. Ares decidió continuar con el neumático destrozado para poder completar la prueba y aprovechar el abandono de Fuster. Por su parte Suárez marcó el mejor tiempo en el último tramo pero apenas recortó medio segundo a Pepe que aventajaba en nueve segundos a su rival y de esta manera se aseguró el triunfo. En la Copa Suzuki se impuso Daniel Berdomás, en la Suzuki Júnior Iago Gabeiras, en la Copa Dacia Sandero Iñaki Barredo, en la European Clio R3T Javier Bouza y en la Peugeot Rally Cup Ibérica lo hacía Víctor Senra, séptimo de la general, que se impuso al portugués Diogo Gago por casi diez segundos de ventaja.
Terminada la prueba la clasificación final estuvo pendiente de una reclamación que no llegó a nada y durante la entrega de premios Suárez no celebró el segundo puesto ni saludó al ganador, Pepe López. A pesar del abandono Fuster se mantiene líder del campeonato por solo tres puntos de diferencia sobre Ares, mientras que Suárez asciende a la tercera plaza.

## Itinerario
| Día   | Tramo | Nombre                | Distancia | Hora  | Ganador             | Tiempo  | Líder               |
| ----- | ----- | --------------------- | --------- | ----- | ------------------- | ------- | ------------------- |
| Día 1 | TC1   | Monfero-Monfero       | 19,47 km  | 18:33 | Pepe López          | 11:07.9 | Pepe López          |
| Día 1 | TC2   | Monfero-Vilamaior     | 24,54 km  | 19:11 | Miguel Ángel Fuster | 17:28.1 | Miguel Ángel Fuster |
| Día 1 | TC3   | Monfero-Monfero       | 19,47 km  | 20:32 | Iván Ares           | 10:59.3 | Miguel Ángel Fuster |
| Día 1 | TC4   | Ramón Sueiras         | 2,42 km   | 21:45 | Iván Ares           | 1:56.1  | Iván Ares           |
| Día 2 | TC5   | San Sadurniño-Somozas | 20,06 km  | 10:15 | José Antonio Suárez | 12:34.1 | Iván Ares           |
| Día 2 | TC6   | Valdoviño             | 19,81 km  | 11:13 | Iván Ares           | 12:05.9 | Iván Ares           |
| Día 2 | TC7   | San Sadurniño-Somozas | 20,06 km  | 14:48 | Pepe López          | 13:07.9 | Iván Ares           |
| Día 2 | TC8   | Valdoviño             | 19,81 km  | 15:46 | Pepe López          | 12:29.8 | Pepe López          |
| Día 2 | TC9   | Ferrol-Ferrol (TC+)   | 9,24 km   | 16:44 | José Antonio Suárez | 6:10.6  | Pepe López          |

## Clasificación final
| Pos. | Piloto              | Copiloto               | Automóvil             | Tiempo    | Diferencia |
| ---- | ------------------- | ---------------------- | --------------------- | --------- | ---------- |
| 1.   | Pepe López          | Borja Rozada           | Citroën DS3 R5        | 1:38:38.6 | 0.0        |
| 2.   | José Antonio Suárez | Cándido Carrera        | Hyundai i20 R5        | 1:38:47.7 | +9.1       |
| 3.   | Iván Ares           | José Antonio Pintor    | Hyundai i20 R5        | 1:39:19.6 | +41.0      |
| 4.   | Joan Vinyes         | Jordi Mercader         | Suzuki Swift Sport R+ | 1:42:15.6 | +3:37.0    |
| 5.   | Surhayen Pernía     | Rogelio Peñate         | Hyundai i20 R5        | 1:42:28.5 | +3:49.9    |
| 6.   | Javier Pardo        | Adrián Pérez Fernández | Suzuki Swift Sport R+ | 1:45:40.5 | +7:01.9    |
| 7.   | Víctor Senra        | David Vázquez          | Peugeot 208 R2        | 1:46:19.0 | +7:40.4    |
| 8.   | Diogo Gago          | Miguel Ramalho         | Peugeot 208 R2        | 1:46:28.7 | +7:50.1    |
| 9.   | Pablo Rey           | Luis Hernández         | Suzuki Swift Sport R+ | 1:46:54.0 | +8:15.4    |
| 10.  | Javier Bouza        | Iván Bouza             | Renault Clio RS R3T   | 1:49:59.7 | +11:21.1   |